# Fútbol Club Ciego de Ávila
Il Fútbol Club Ciego de Ávila (o FC Ciego de Ávila) è una Squadra di calcio cubana di Ciego de Ávila. È affiliato alla Federazione calcistica di Cuba e ha vinto per 5 volte il Campionato cubano.

## Palmarès

### Trofei nazionali
- Campionato cubano: 5

(1993, 2001, 2003, 2009, 2014)